# غراهام هاتشينغز
غراهام هاتشينغز (بالإنجليزية: Graham Hutchings)‏ هو كيميائي بريطاني، ولد في 1951.